# Unlingen
Unlingen è un comune tedesco di 2 428 abitanti situato nel land del Baden-Württemberg.